# ماسايوشي كان
ماسايوشي كان (باليابانية: 簡優好) هو منافس ألعاب قوى ياباني، ولد في 25 فبراير 1972 في تشيبا في اليابان.

## وصلات خارجية
- ماسايوشي كان على موقع الاتحاد الدولي لألعاب القوى (الإنجليزية)
- ماسايوشي كان على موقع اللجنة الأولمبية الدولية (الإنجليزية)
- ماسايوشي كان على موقع أوليمبيديا (الإنجليزية)